# Corminboeuf
Corminboeuf là một đô thị trong huyện Sarine thuộc bang Fribourg ở Thụy Sĩ.